# Гевор, Хорен
Хорен Гевор (нем. Khoren Gevor; род. 16 марта 1980, Эчмиадзин), урождённый Хорен Геворгян (арм. Խորեն Գեվորգյան) — армяно-немецкий боксёр, представитель средних весовых категорий. Выступал на профессиональном уровне в 2000—2022 годах, владел титулом чемпиона Европы, четырежды был претендентом на титулы чемпиона мира.

## Биография
Хорен Гевор родился 16 марта 1980 года в Вагаршапате, Армянская ССР. Начал заниматься боксом в возрасте 12 лет, достаточно успешно выступал на любительском уровне — выиграл 72 боя из 75, шесть раз становился победителем армянских национальных первенств.
В 16 лет переехал на постоянное жительство в Гамбург, Германия, а в 2000 году дебютировал здесь как профессиональный боксёр, подписав контракт с компанией Universum Box Promotion.
Одержав 11 побед подряд, в 2002 году Гевор удостоился права оспорить титул интернационального чемпиона Германии в первом среднем весе, который на тот момент принадлежал непобеждённому чеху Лукашу Конечны (12-0). Поединок между ними был остановлен в седьмом раунде из-за непреднамеренного столкновения головами, и техническим решением судьи отдали победу Конечны. Вскоре прошёл повторный бой между ними, и на сей раз Конечны одержал победу техническим нокаутом в седьмом раунде.
В дальнейшем Гевор сделал ещё одну победную серию, в том числе взял верх над россиянином Сергеем Татевосяном (21-4). В 2005 году в поединке с небитым мексиканцем Густаво Магальянесом (28-0) завоевал титулы интерконтенинтального чемпиона в средней весовой категории по версиям Международной боксёрской федерации (IBF) и Всемирной боксёрской организации (WBO). Один раз успешно защитил данные титулы, выиграв техническим нокаутом у непроигрывавшего ранее белоруса Сергея Хомицкого (17-0-1).
В 2007 году вышел на ринг против своего армянского соотечественника Артура Абрахама (23-0) — попытался забрать у него титул чемпиона мира IBF в среднем весе, но проиграл техническим нокаутом в 11-м раунде. Таким образом, прервалась серия из 16 побед Гевора.
В 2008 году отметился победой над финном Амином Асикайненом (25-1), завоевав вакантный титул чемпиона Европейского боксёрского союза (EBU).
В июле 2009 года встретился с чемпионом мира в среднем весе по версии Всемирной боксёрской ассоциации (WBA) Феликсом Штурмом (32-2-1). Противостояние между ними продлилось все 12 раундов, в итоге судьи достаточно спорным единогласным решением отдали победу Штурму.
В июле 2010 года Гевор оспорил титул чемпиона мира WBA во втором среднем весе, принадлежавший представителю Германии Дмитрию Сартисону (26-1). Здесь по окончании 12 раундов судьи так же отдали победу его сопернику.
В 2011 году Гевор в четвёртый раз получил шанс побороться за звание чемпиона мира, на сей раз его оппонентом стал чемпион WBO во втором среднем весе Роберт Штиглиц (39-2). Бой между ними получился достаточно конкурентным, Гевор активно шёл вперёд, но пропускал больше ударов, и в третьем раунде у него над левым глазом открылось рассечение. С каждым раундом соперники боксировали всё грязнее, в десятом раунде рефери Манфред Кюхлер снял с Гевора одно очко за нарушение правил, боксёры упорно боролись в клинче, в результате чего оба повалились на канвас ринга. У Штиглица после этого над правым глазом открылось сильное рассечение, он не мог больше продолжать поединок, и рефери дисквалифицировал Гевора. Армянский боксёр пришёл в ярость от такого решения, попытался атаковать тренера Штиглица Дирка Дземски и вступил в потасовку с Кюхлером, в результате чего его пришлось уводить присутствующей в зале охране.
В том же 2011 году Хорен Гевор по очкам уступил черногорцу Николе Шьеклоче (20-0) в бою за титул интернационального чемпиона во втором среднем весе по версии Всемирного боксёрского совета (WBC). Также примечателен его шестираундовый рейтинговый бой против сирийца Бакера Бараката (35-11-4), закончившийся скандалом. Поединок получился ровным без явного преимущества одного из соперников, и когда победителем объявили Бараката, Гевор повернулся к рефери и ударил его кулаком в лицо, после чего атаковал всех, кто пытался его остановить. В раздевалке потасовка продолжилась, и пришлось вызывать полицию.
В 2012 году Гевор отправился в Россию оспорить титул чемпиона Балтики по версии WBC во втором среднем весе, но единогласным решением проиграл россиянину Максиму Власову (23-1).
После длительного перерыва в 2018 году Гевор возобновил спортивную карьеру и в последующие годы провёл ещё несколько поединков. По очкам взял верх над представителем Украины Виктором Поляковым (13-3-1). В бою за титул интернационального чемпиона WBC уступил итальянцу Джованни де Каролису (27-9-1).
В декабре 2022 года оспаривал вакантный титул серебряного интернационального чемпиона WBC во втором среднем весе, но потерпел поражение единогласным судейским решением от начавшего карьеру в профессионалах хорвата Луки Плантича (3-0).
В общей сложности Хорен Гевор провёл в профессиональном боксе 46 боёв, из них 35 выиграл (в том числе 17 досрочно) и 11 проиграл.
Ныне с женой Ненель Геворгян продолжает жить в Германии, у них есть двое сыновей и одна дочь. Его пасынки Ноэль Гевор и Абель Гевор тоже стали достаточно известными профессиональными боксёрами.